# Isomyia
Isomyia är ett släkte av tvåvingar. Isomyia ingår i familjen Rhiniidae.

## Dottertaxa tillIsomyia, i alfabetisk ordning[1]
- Isomyia achaeta
- Isomyia albibasis
- Isomyia angolensis
- Isomyia aurifacies
- Isomyia borneensis
- Isomyia caeruleocincta
- Isomyia calliphoroides
- Isomyia capilligonites
- Isomyia caudidiversa
- Isomyia ceballosi
- Isomyia chalconotum
- Isomyia chrysoides
- Isomyia cinerascens
- Isomyia coei
- Isomyia coerulana
- Isomyia complantenna
- Isomyia confixa
- Isomyia connivens
- Isomyia cuprapex
- Isomyia cupreoviridis
- Isomyia cuthbertsoni
- Isomyia cybele
- Isomyia darwini
- Isomyia delectans
- Isomyia deserti
- Isomyia didieri
- Isomyia discalis
- Isomyia distinguenda
- Isomyia ditissima
- Isomyia dotata
- Isomyia dubiosa
- Isomyia electa
- Isomyia ellenbergeri
- Isomyia eos
- Isomyia evanida
- Isomyia facialis
- Isomyia faini
- Isomyia fasciculata
- Isomyia flavicornis
- Isomyia flavida
- Isomyia fulvicornis
- Isomyia furcicula
- Isomyia fuscocincta
- Isomyia gomerzmenori
- Isomyia gorochovi
- Isomyia grossa
- Isomyia hauwangai
- Isomyia hetauda
- Isomyia infumata
- Isomyia inops
- Isomyia iris
- Isomyia isomyia
- Isomyia keiseri
- Isomyia latimarginata
- Isomyia leucochrella
- Isomyia lingulata
- Isomyia longicauda
- Isomyia lugubris
- Isomyia malayensis
- Isomyia malgache
- Isomyia marginata
- Isomyia natalensis
- Isomyia nebulosa
- Isomyia nepalana
- Isomyia nigripes
- Isomyia nigrofasciata
- Isomyia nitida
- Isomyia occidentalis
- Isomyia oculosa
- Isomyia oestracea
- Isomyia pachys
- Isomyia pallens
- Isomyia pallidipes
- Isomyia paurogonita
- Isomyia pendula
- Isomyia pentochaeta
- Isomyia perisi
- Isomyia phenice
- Isomyia phryxea
- Isomyia pichoni
- Isomyia pictifacies
- Isomyia pluvialis
- Isomyia proxima
- Isomyia pseudoculosa
- Isomyia pseudolucilia
- Isomyia pseudonepalana
- Isomyia pseudoviridana
- Isomyia pubera
- Isomyia quadrina
- Isomyia recurvata
- Isomyia sagittalis
- Isomyia scabra
- Isomyia selecta
- Isomyia senomera
- Isomyia shelpa
- Isomyia singhi
- Isomyia sinharaja
- Isomyia sivah
- Isomyia snyderi
- Isomyia sobrina
- Isomyia solitaria
- Isomyia spatulicerca
- Isomyia tenuloba
- Isomyia terminata
- Isomyia tibialis
- Isomyia timens
- Isomyia transvaalensis
- Isomyia trichaeta
- Isomyia trimuricata
- Isomyia tristis
- Isomyia verirecta
- Isomyia versicolor
- Isomyia viridana
- Isomyia viridaurea
- Isomyia viridiscutellata
- Isomyia viridiscutum
- Isomyia xishuangensis
- Isomyia yerburyi
- Isomyia yvorei
- Isomyia zeylanica